# Antechinomys longicaudatus
Antechinomys longicaudatus is een buidelmuis uit het geslacht Antechinomys. De wetenschappelijke naam van de soort werd voor het eerst geldig gepubliceerd door Walter Baldwin Spencer in 1909.

## Taxonomie
Lange tijd waren de verwantschappen van deze soort onduidelijk. Er werd gedacht dat in het geslacht Sminthopsis thuishoorde, hoewel al bekend was dat hij hier geen nauwe verwanten had. Uit onderzoek uit 2023 bleek dat hij verwant was aan de Australische buidelspringmuis (Antechinomys laniger), waarna de soort naar het geslacht Antechinomys werd verplaatst.

## Kenmerken
A. longicaudatus heeft een staart die ruim twee keer zo lang is als de kop-romplengte en eindigt in een "borstel" van lange haren. De bovenkant van het lichaam is bruingrijs, de onderkant wit. Het gezicht is deels lichter (geelbruin), met donkerdere stukken op het voorhoofd en rond de oren. De kop-romplengte bedraagt 80 tot 96 mm, de staartlengte 180 tot 210 mm en het gewicht 15 tot 20 g.

## Voorkomen
De soort komt voor in de binnenlanden van Australië van de Pilbara (West-Australië) tot de MacDonnell Ranges (Noordelijk Territorium). Deze soort komt voor in rotsachtige gebieden waar gras en struiken groeien. Daar zorgt de lange staart voor stabiliteit als het dier tussen de rotsen doorspringt. In oktober en november wordt er gepaard; er worden tot zes jongen geboren.